# Rue Monié
La rue Monié est une voie de Toulouse, chef-lieu de la région Occitanie, dans le Midi de la France.

## Situation et accès

### Description
La rue Monié est une voie publique. Elle se trouve dans le quartier de Guilheméry.
La chaussée compte une seule voie de circulation automobile à double-sens. Elle appartient à une zone 30 et la vitesse y est limitée à 30 km/h. Il n'existe pas d'aménagement cyclable.

### Voies rencontrées
La rue Monié rencontre les voies suivantes, du sud au nord (« g » indique que la rue se situe à gauche, « d » à droite) :
1. Avenue Jean-Chaubet
2. Rue Antoine-Courthieu (g)
3. Rue de la Coquille (d)
4. Rue Georges-Bizet (g)
5. Rue Claude-Augé (d)
6. Avenue de la Gloire

## Odonymie
La rue, tracée sur les terrains que possédait la famille Monié, en a gardé le nom.

## Patrimoine et lieux d'intérêt

### Maisons toulousaines
- no  4 : maison toulousaine (deuxième moitié du XIXe siècle)[2].
- no  6 : maison toulousaine (fin du XIXe siècle)[3].
- no  8 : maison toulousaine (deuxième moitié du XIXe siècle)[4].
- no  10 : maison toulousaine (deuxième moitié du XIXe siècle)[5].

### Autres maisons
- no  1 : maison (deuxième quart du XXe siècle)[6].
- no  9 : maison (1929, Robert Armandary)[7].
- no  17 : maison (1934)[8].
- no  28 : maison (1923)[9].
- no  35 : villa de Monsieur Mansart (1935, David Moretti)[10].
- no  47 : maison (deuxième quart du XXe siècle)[11].
- no  48 : maison (deuxième quart du XXe siècle)[12].
- no  49 : maison (deuxième moitié du XXe siècle)[13].
- no  50 : maison Les Tourelles (deuxième moitié du XIXe siècle)[14].
- no  56 bis : maison (1939)[15].